# Passeport andorran
Le passeport andorran (en catalan : passaport andorrà) est un document de voyage international délivré aux ressortissants andorrans, et qui peut aussi servir de preuve de la citoyenneté andorrane. 
Bien que les citoyens d'Andorre ne soient pas des citoyens de l'Union européenne, ils peuvent utiliser les files de l'Union européenne et de l'Espace économique européen quand ils traversent les frontières d'un pays de l'espace Schengen.

## Liste des pays sans visa ou visa à l'arrivée
En 2021, les citoyens andorran peuvent entrer sans visa préalable (soit absence de visa, soit visa délivré lors de l'arrivée sur le territoire) dans 168 pays et territoires pour des voyages d'affaires ou touristiques de courte durée. Selon l'étude de Henley & Partners, Andorre est classée vingt-deuxième